# Majka Zemlja
Majka Zemlja ili Majka Priroda je drevno pogansko božanstvo, personifikacija plodnosti i Zemlje. Štovale su ju mnoge religije, dok su Egipćani štovali muškog boga Zemlje, Geba.

## Povijest
Kult Majke Zemlje potječe iz prapovijesti kad su ljudi u špiljama crtali životinje kojima su se hranili. To su radili u podzemlju, u utrobi Zemlje. Budući da iz Zemlje rastu biljke te ona drži na sebi živo i neživo, ona je uporište za život. Mnogo je religija vjerovalo da je plodna Zemlja iz koje se razvija život žena koja odgaja čovječanstvo. Budući da je Zemlja ženski element koji rađa, nebo je bilo muški element. Egipćani tu čine iznimku: prema njihovom mišljenju, Zemlja je Geb, a nebo je Nut, žensko božanstvo. U kršćanstvu i judaizmu Zemlja se ne spominje kao božanstvo, te se ne govori o njoj kao o nečemu božanskom, već se ističe nebeski Bog Otac. Zemlja je u poganstvu zauzimala srednje mjesto - između neba i podzemlja (koje je njezina utroba).

## Majka Zemlja u mitologiji

### Grčka mitologija
Grčka Majka Zemlja je Geja ili Gaja, čije ime jednostavno znači "Zemlja". Ona je nastala iz Kaosa, stanja bez reda i poretka. Rodila je Urana, Nebo, koji je bio jednak njoj da ju pokrije, te Ponta, jalovu dubinu Mora i Planine. Udala se za Urana i rodila mu lijepu djecu Titane, potom ružne jednooke Kiklope i storuke Hekatonhire. Brinula se za malog Zeusa u jednom mitu, a poslije je povela rat protiv njega zbog. Druga majčinska božica je Demetra, čije ime znči "Majka Zemlja". Tako je Geja samo personifikacija Zemlje, dok je Demetra još nešto više (mrtvaci pokapani u Zemlju nazvani su Demetrinim ljudima). Demetra je živjela na Olimpu, ali je pohodila Zemlju kao božica žita i žetve. Sa Zeusom ima kćer Perzefonu. Perzefonu je oteo Had, te je tako nastala smjena godišnjih doba. Kad su Demetra i Perzefona zajedno, vladaju proljeće i ljeto, a kad su odvojene jesen i zima. Demetra ima lik Zemlje koja je majčinska i osvetoljubiva. 

### Rimska mitologija
Rimska božica Zemlja je Terra ili Tellus Mater. Njezin je muž Cel, a djeca su joj 4 godišnja doba. Tako se i u rimskoj mitologiji pojava godišnjih doba pojavljuje zajedno s božicom Zemljom. Rimski Demetrin pandan je Cerera. Ona je majka Prozerpine, koju je oteo Pluton (u Grčkoj je to Had).